# Быков, Леонид Николаевич (хоккеист)
Леонид Николаевич Быков (род. 29 октября 1938) — советский хоккеист, нападающий.

## Биография
Выступал за ленинградские команды СКВО / СКА (1959/60), «Кировец» (1961/62), «Спартак» (1962/63), «Динамо» (1963/64 — 1966/67). В чемпионате СССР провёл три сезона (1959/60, 1961/62 — 1962/63).